# トゥ・ウォッチ・ザ・ストームズ
『トゥ・ウォッチ・ザ・ストームズ』（To Watch the Storms）は、イギリスのギタリスト、スティーヴ・ハケットが2003年に発表したスタジオ・アルバム。

## 解説
「ザ・デヴィル・イズ・アン・イングリッシュマン」は、トーマス・ドルビーが映画『ゴシック』に提供した曲のカヴァーで、オリジナル・ヴァージョンは1987年に発売された同作のサウンドトラック・アルバムに収録されている。「ブランド・ニュー」にはイアン・マクドナルドがゲスト参加した。
日本初回盤CD (UICE-1064)は、ヨーロッパ盤と異なるボーナス・トラックが収録され、ジャケットも日本盤オリジナルのデザインに変更された。一方、2015年に発売された日本盤SHM-CD (VSCD-4314)は、ヨーロッパ盤と同じジャケットに変更され、ヨーロッパで発売されたスペシャル・エディション盤CDの全17曲に「フレイム」を追加した内容となっている。
François Coutureはオールミュージックにおいて5点満点中3.5点を付け「感動的で知的な楽曲、輝くようなギター演奏、それに優れた音作りに満ちた素晴らしいレコードである。ハケットはここでも、『ギター・ノアール』以降の作品で追求してきた、成熟したソングライティング、思索的なアレンジ、プログレッシブ・ロックの要素を持つ風変わりなロック・ナンバーの混合という方向性を継続している」と評している。

## 収録曲
特記なき楽曲はスティーヴ・ハケット作。

### 2015年日本再発盤 (VSCD-4314)
ヨーロッパ通常盤は11. 12. 13. 14. 18.を除く13曲入り、スペシャル・エディション盤は14.を除く17曲入りである。
1. ストラットン・グラウンド "Strutton Ground" - 3:05
2. サーカス・オブ・ビカミング "Circus of Becoming" - 3:49
3. ザ・デヴィル・イズ・アン・イングリッシュマン "The Devil Is an Englishman" (Thomas Dolby) - 4:28
4. フローズン・スタチューズ "Frozen Statues" (Roger King, Steve Hackett) - 2:59
5. メカニカル・ブライド "Mechanical Bride" - 6:40
6. ウィンド・サンド・アンド・スターズ "Wind, Sand and Stars" - 5:08
7. ブランド・ニュー "Brand New" (R. King, S. Hackett) - 4:41
8. ディス・ワールド "This World" (Kim Poor, Steve Hackett) - 5:20
9. レベッカ "Rebecca" - 4:21
10. ザ・シルク・ロード "The Silk Road" (R. King, S. Hackett) - 5:25
11. ポリューションB "Pollution B" - 1:00
12. ファイアー・アイランド "Fire Island" - 5:25
13. マリジュアナ・アサシン・オブ・ユース "Marijuana Assassin of Youth" - 5:50
14. フレイム "Flame" - 4:24
15. カム・アウェイ "Come Away" - 3:13
16. ザ・ムーン・アンダー・ウォーター "The Moon Under Water" - 2:14
17. サーペンタイン・ソング "Serpentine Song" - 6:53
18. イフ・ユー・オンリー・ニュー "If You Only Knew" - 2:25

### 日本初回盤 (UICE-1064)
1. ストラットン・グラウンド "Strutton Ground" - 3:05
2. ブランド・ニュー "Brand New" (R. King, S. Hackett) - 4:41
3. ディス・ワールド "This World" (K. Poor, S. Hackett) - 5:20
4. サーカス・オブ・ビカミング "Circus of Becoming" - 3:49
5. デヴィル・イズ・アン・イングリッシュマン "The Devil Is an Englishman" (T. Dolby) - 4:28
6. フローズン・スタチューズ "Frozen Statues" (R. King, S. Hackett) - 2:59
7. メカニカル・ブライド "Mechanical Bride" - 6:40
8. ウインド、サンド・アンド・スターズ "Wind, Sand and Stars" - 5:08
9. レベッカ "Rebecca" - 4:21
10. シルク・ロード "The Silk Road" (R. King, S. Hackett) - 5:25
11. カム・アウェイ "Come Away" - 3:13
12. ムーン・アンダー・ウォーター "The Moon Under Water" - 2:14
13. サーペンタイン・ソング "Serpentine Song" - 6:53
14. フレイム "Flame" - 4:24
15. ポリューションB "Pollution B" - 1:00
16. ファイアー・アイランド "Fire Island" - 5:25
17. イフ・ユー・オンリー・ニュー "If You Only Knew" - 2:25

## 参加ミュージシャン
- スティーヴ・ハケット - ギター、ボーカル、ハーモニカ、箏、チャイム
- ロジャー・キング - キーボード、シンセサイザー、プログラミング
- テリー・グレゴリー - ベース、ボーカル
- ゲイリー・オトゥール - ドラムス、バッキング・ボーカル
- ロブ・タウンゼント - 金管楽器、木管楽器
- ジョン・ハケット - フルート(on "Serpentine Song")
- イアン・マクドナルド - サクソフォーン(on "Brand New")
- ハワード・ゴット - ヴァイオリン
- サラ・ウィルソン - チェロ
- ジーン・ダウンズ - バッキング・ボーカル

下記のミュージシャンは、日本盤のみ収録の「フレイム」に参加。
- ジェリー・ピール - キーボード
- ビリー・バディス - ベース